# هرقلية سوسنوفسكي
هرقلية سوسنوفسكي (الاسم العلمي: Heracleum sosnowskyi) هي نوع من النباتات المعمرة العشبية أحادية الإزهار يتبع جنس الهرقلية من الفصيلة الخيمية. يشمل نطاقها الأصلي مناطق القوقاز الوسطى والشرقية في أوراسيا وتمتد إلى منطقة جنوب القوقاز (عبر القوقاز). تتداخل النطاقات الأصلية لـهرقلية سوسنوفسكي وهرقلية مانتغازية، وهي نوع قريب ، في منطقة القوقاز. أصبحت هرقلية سوسنوفسكي الآن نباتاً ضاراً شائعًا في دول البلطيق وبيلاروسيا وروسيا وأوكرانيا وبولندا.
اعتبر علماء النبات الأوائل أن نوع هرقلية سوسنوفسكي هو نوع فرعي من نوع هرقلية مانتغازية. ثم وصفت إيدا ب. ماندينوفا هرقلية سوسنوفسكي كنوع منفصل في عام 1944. تمت تسمية النوع تكريما لعالم النبات الروسي دميتري إيفانوفيتش سوسنوسكي (1885-1952)، الذي وجد النوع في جورجيا عام 1936.